# Vesicle (gesteente)

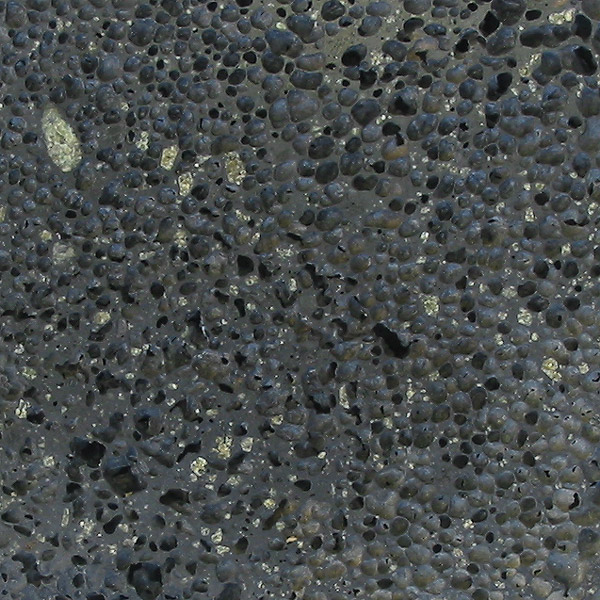
Lege vesicles in een olivijn-basalt.

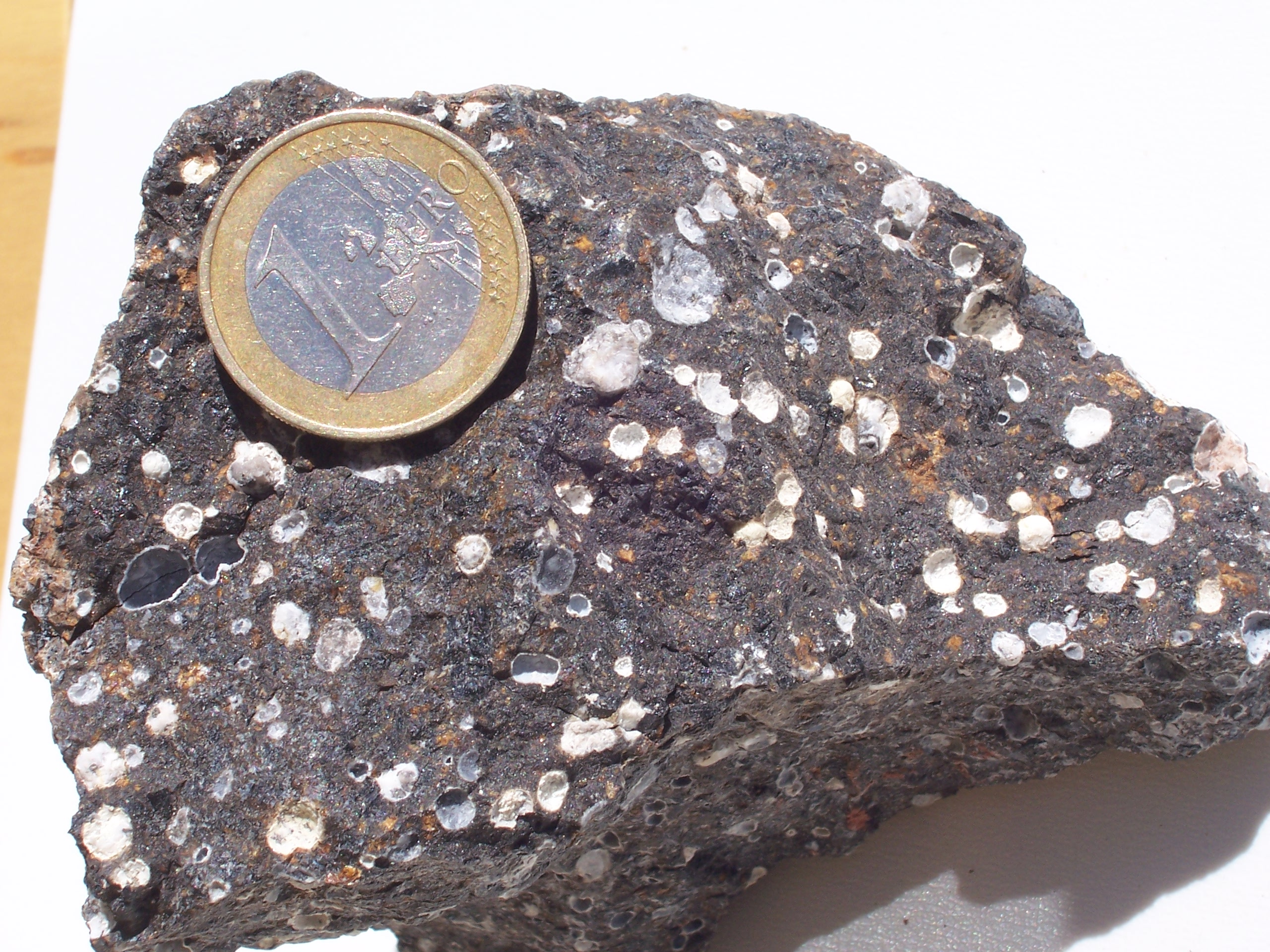
Vesicles in een basalt gevuld met apatiet en kwarts (beide wit), Kaiserstuhl, Zuid-Duitsland.

Een vesicle is een gasbel in een afanitisch vulkanisch gesteente (meestal een lava). Van een gesteente waarin veel vesicles voorkomen wordt gezegd dat het een vesiculaire textuur heeft. Behalve in afanitische gesteenten kunnen vesicles ook in vulkanisch glas voorkomen.
Vesicles worden gevormd als een magma omhoog beweegt. Doordat de lithostatische druk afneemt wordt het oplosbaarheidsproduct van in de magma opgeloste gassen en vloeistoffen lager. Deze treden dan buiten de oplossing. Er ontstaan dan bellen in de magma, op een vergelijkbare manier als wanneer men een fles koolzuurhoudende drank opent. Na stolling van de lava blijven er kleine holtes in het gesteente aanwezig.
Als de vesicles gevuld zijn met secundaire mineralen, zoals zeoliet, calciet, kwarts of chalcedon, spreekt men van een amygdaloïdale textuur. Dergelijke secundaire mineralen worden soms als halfedelstenen gewonnen, een voorbeeld is agaat.
Gesteenten die vaak een vesiculaire textuur hebben zijn bijvoorbeeld basalt, andesiet, scoria en puimsteen.